# Blauwvintrekkervis
De blauwvintrekkervis (Balistoides viridescens) is een grote trekkervis van de familie van trekkervissen (Balistidae), van het geslacht Balistoides. 
Deze trekkervis bewoont de koraalriffen van de Rode Zee en Indische Oceaan tot een diepte van 50 meter. De vis kan een lengte bereiken van 75 cm en is zwaar geschubd. De belangrijkste kleuren van deze trekkervis zijn geel, zwart, groen en donkergrijs.
Het eten van de vis kan een ciguateravergiftiging tot gevolg hebben. Dit komt doordat de vis schaaldieren eet die besmet kunnen zijn met ciguatera.

## Gedrag
Het mannetje is vaak dominant aanwezig op het koraalrif als hij het nest bewaakt. Hij lokt eerst het wijfje aan door een ronde plek uit te graven in koraalgruis of zand. Dan brengt hij het wijfje ertoe haar eieren in de kuil te deponeren, zodat hij deze kan bevruchten. Vissen en duikers die te dichtbij komen worden direct aangevallen door het mannetje. Hij zal eerst proberen de indringer weg te leiden van zijn eitjes, maar als dat niet werkt kan het mannetje overgaan op bijten. De vis heeft sterke tanden waarmee hij stevige beten toe kan brengen.
Als de trekkervis tijdens het foerageren zich bedreigd voelt, verstopt hij zich tussen stenen en het koraal. Hier zet hij de stekels op zijn rug op, waardoor hij zichzelf vastzet.